# Лихайский университет
Лихайский университет (англ. Lehigh University) — частный исследовательский университет, расположенный в Бетлехеме, штат Пенсильвания. Основан бизнесменом Аса Пакером в 1865 году. Его студенческие программы предусматривали совместное обучение мужчин и женщин с 1971—72 учебного года. На 2014 год в университете насчитывалось 4 904 студента и 2165 аспирантов. Считается одним из 24 выдающихся колледжей на северо-востоке США по данным образовательного гида Тайный плющ (англ. Hidden Ivies).
В университете более 680 преподавателей; выпускники и преподаватели отмеченные различными наградами и премиями, в том числе Нобелевской премией, Пулитцеровской премией, Программой Фулбрайта и членство в Американской академии искусств и наук и Национальной академии наук.
Имеет 4 колледжа: гуманитарных и естественных наук (англ. College of Arts and Sciences), педагогический колледж (англ. College of Education), бизнеса и экономики (англ. College of Business and Economics), инженерных и прикладных наук имени П. К. Россина (англ. P. C. Rossin College of Engineering and Applied Science). Колледж гуманитарных и естественных наук является крупнейшим колледж на сегодняшний день и включает около 40 % процентов от общего числа студентов университета. Университет предлагает различные варианты степеней: бакалавр искусств, бакалавр наук, магистр искусств, магистр наук, магистр делового администрирования, магистр инженерного дела, магистр в области педагогики и доктор философии.

## История

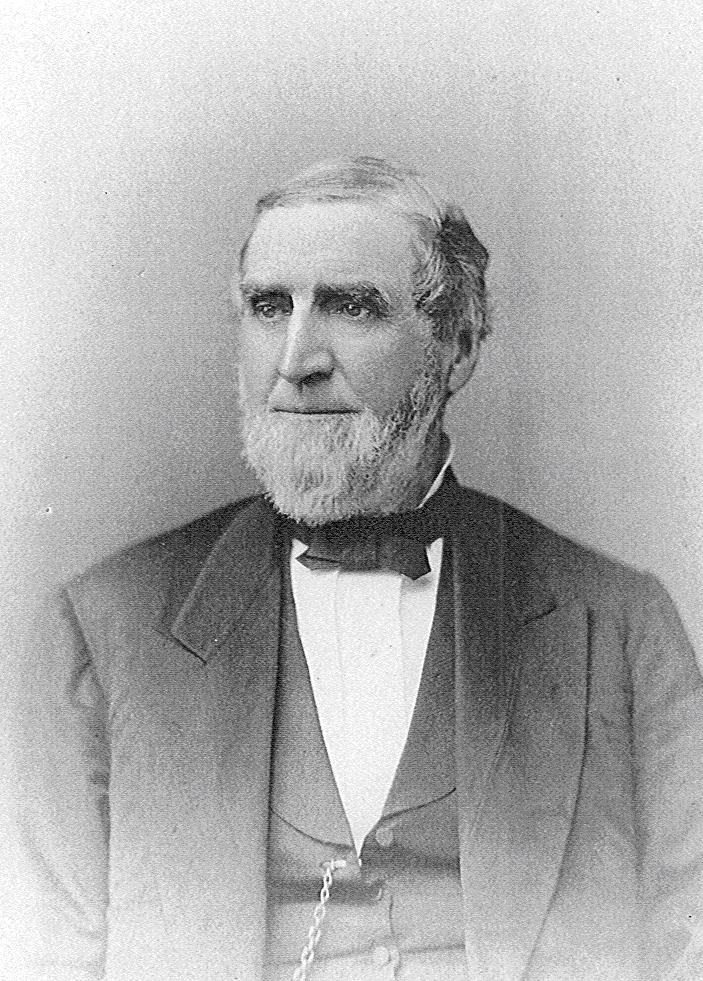
Аса Паркер

Аса Пакер назвал университет «Lehigh» по другой своей страсти — железной дороге (Железная дорога долины Лихай), несмотря на поступавшие предложения называть его «университет Пакера». Университет был основан, чтобы обеспечить всестороннее образование для молодых людей, сочетая либеральное и научное образование с техническими навыками, необходимыми для повышения благосостояния в регионе. По словам Уильяма Бэйкона Стивенсона (англ. William Bacon Stevens), первого президента попечительского совета, Аса Пакер сделал взнос в размере 500 000 долларов США, что стало крупнейшим пожертвованием, которое когда-либо получало высшее образовательное учреждение до этого времени. Пакер также инвестировал в строительство первого здания университета на территории кампуса: «Зал Пакера» (англ. Parker Hall), в настоящее время известный также как Университетский Центр (англ. University Center). Необычную Мансарду в готическом стиле в виде колокольни предлагали сделать из недорогого кирпича, но Пакер заявил, что она будет сделана «из камня». Чтобы доставить камень на место строительства, была проведена специальная железнодорожная ветка.
С 1871 по 1891 годы вклад Пакера позволил университету предлагать бесплатное образование на основе результатов конкурсного экзамена. В 1879 году Лихай стал самым богатым вузом в стране, опередив Гарвард и Йель. Это плюс смесь инженерных и гуманитарных наук привлекает некоторых самых ярких студентов страны, многие из которых сделали выдающуюся карьеру в промышленности и инженерии.
Создание колледжа инженерных наук и тем более технического университета в те времена было довольно сложным проектом, так как предмет инженерии был в то время неясным. Небольшое количество колледжей решились на это, например, Технологический институт Стивенса в Нью-Джерси и Гарварде, Йеле и Политехнический институт Ренсселера в Нью-Йорке; Массачусетский технологический институт и Корнеллский университет находились в стадии основания. Университет Пенсильвании открыл небольшую школу горного дела и минералов в 1852 году, но закрыл в начале гражданской войны. Как отмечает В. Росс Йейтс: «Никто не знал с уверенностью, сколько лет должен длиться курс [главная; степень] в инженерии или даже то, какие отрасли инженерии должны включаться в университетский курс. Отношения между теорией и практикой были туманны».

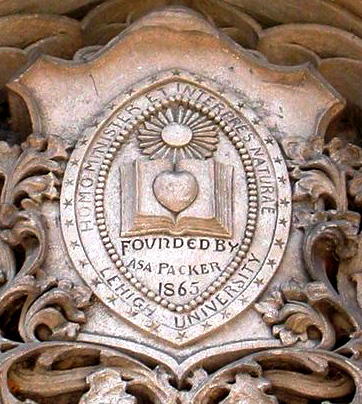

В заявлении, сделанном годы спустя, предприниматель и опекун Лихайского университета Экли Б. Кокс суммирует проблему кратко: «Без точных знаний, что вы хотите сделать, или материалов, из которых вы хотите это сделать, как можно сделать это?». В отличие от других инженерных дневных школ, Лихай задумывался скорее как университет, а не «технологический институт», предлагая образование, которое имело корни в научных и классических традициях, которую поддерживал Коменский. Первоначально было пять школ: четыре научных (строительство, машиностроение, горное дело и металлургия, аналитическая химия) и одна общей литературы, впоследствии преобразовавшаяся в Последнее было позднее, чтобы превратиться в «Курсы гуманитарных и естественных наук», как она известна сейчас. Учебный план инженерии был объединён и расширен. Паника, сопровождавшая обвал фондового рынка 1893 года, стала основным финансовым ударом по университету, так как его пожертвования в основном инвестированы в акции, в частности акции Железной дороги долины Лихай, пожертвованные основателем. Как следствие, Лихай решил оставить свою принадлежность Епископальной Церкви в 1897 году, что позволило ему претендовать на государственную и федерального правительственную помощь.
1890-е годы оказались трудными не только в финансовых отношениях. Из-за общего спада и в связи с некоторыми предположениями, что университет, возможно, закроется, упало количество поступающих. Тем не менее, с помощью выпускников, попечителей и штата Пенсильвания, молодой университет смог преодолеть эти трудности. Эта эпоха закончилась сильным пожаром здания физики 6 апреля 1900 года. С улучшением экономикической ситуации 1900-х годов, новый век открыл новые  горизонты. Здание Физика быстро восстановили и после продажи доли в Packers Estate Железной дороги долины Лихай 1 июня 1900 года школа перестала быть известной как «железнодорожный университет».

## Кампус

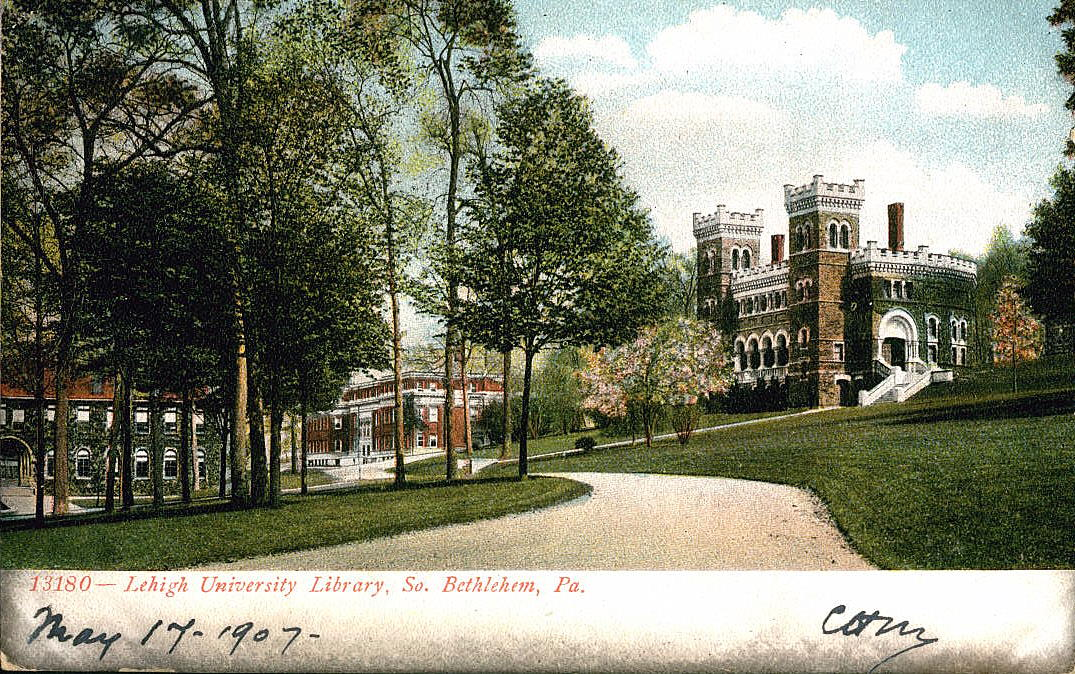
Кампус Аса Паркера, 1907

Расположен в Долине Лихай, в 70 милях (110 км) езды от Филадельфии и 85 милях (137 км) от Нью-Йорка.
Университет охватывает 2350 акров (9,5 км2), в том числе 180 акров (0,73 км2) спортивных площадок и площадок для отдыха, 150 зданий, общей площадью 4 000 000 квадратных футов. Он состоит из трех смежных кампусов на и вокруг Южной горы:
- Кампус Асы Паркера, построенный в северном склоне горы, является первым и преобладающим кампусом в Лихайском университете;
- Кампус на вершине горы (англ. Mountaintop Campus), включающий спортивную площадку и зал Якокка (англ. Iacocca Hall);
- Кампус Мюррея Н. Гудмена, непосредственно на юге, где расположены стадион на 16 000 мест и другие спортивные объекты.

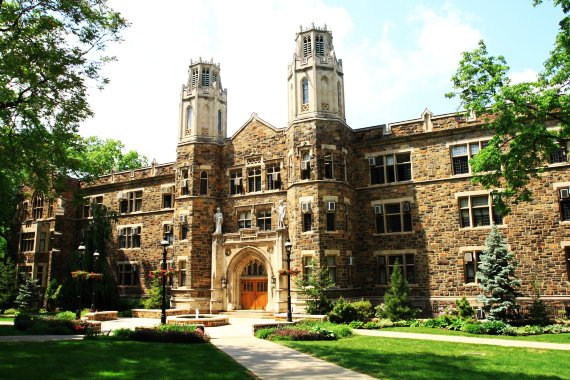
Колледж инженерных и прикладных наук им. П. К. Россина

Согласно данным 2015 года в университете обучается 7091 студент: из них 5034 по программам бакалавриата, 2057 — по программам магистратуры и докторантуры.
Университет расположен в трех кампусах, близко расположенных друг от друга: кампус Аса Паркера, кампус Мюррея Гудмана и кампус «Вершина горы». Университет обладает одним из красивейших кампусов со старинной архитектурой, расположенном близ городов Нью-Йорк и Филадельфия, что делает его привлекательным для обучения и работы.

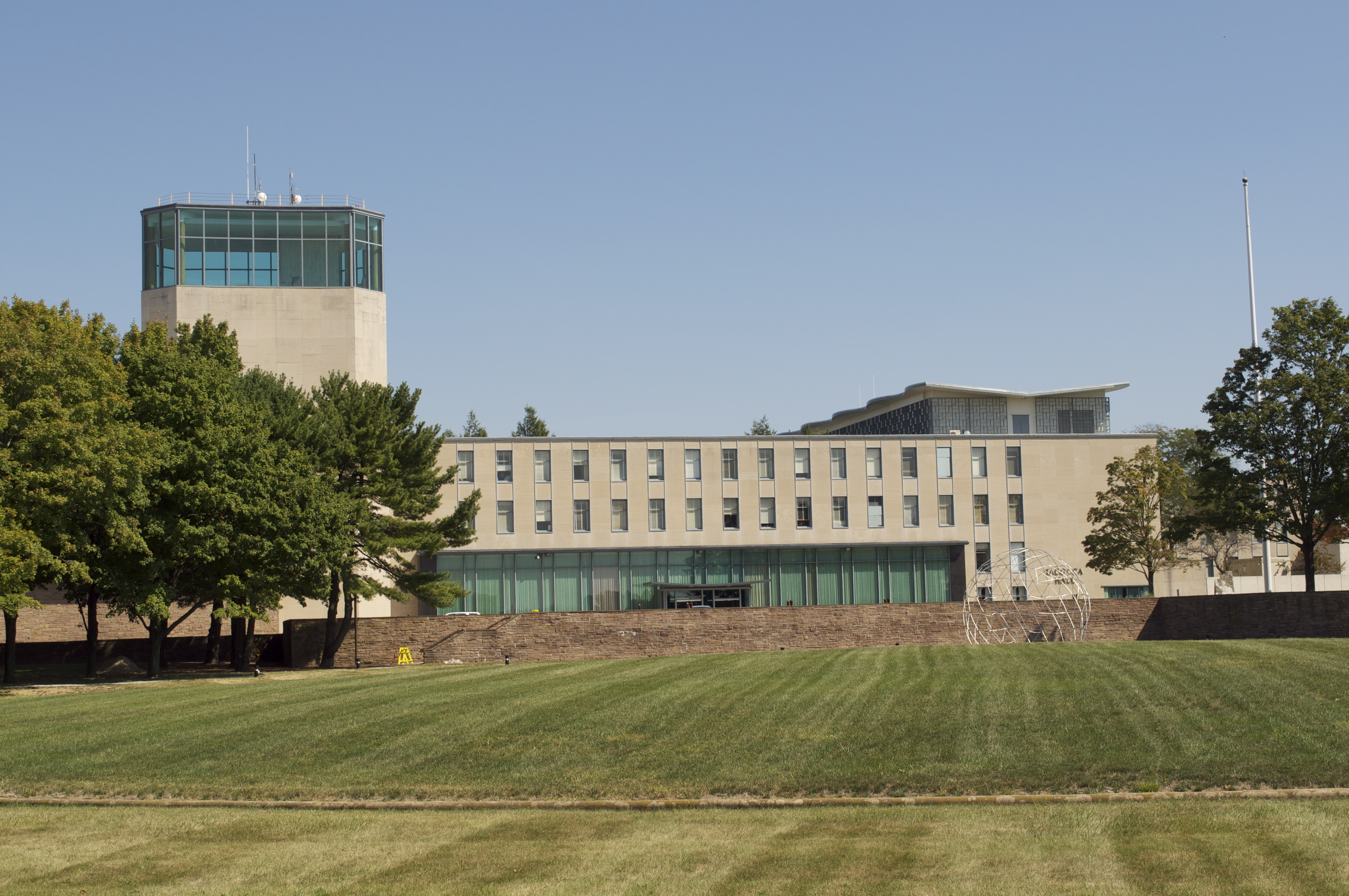
Зал Якокка в Кампусе на вершине горы

Университет знаменит своим инженерными программами, программами по бизнесу, экономике и образованию благодаря своим выпускникам. Среди них Ли Якокка, президент компании Ford и председатель правления корпорации Chrysler. В честь выдающегося выпускника в кампусе «Вершина горы» Лихайского университета расположен величественный Якокка Холл. В университете также работает Якокка институт. Институт создает мост между Лихайским университетом и миром через международные программы и проекты. Талантливые студенты университета могут проходить стажировки в различных странах мира. При поддержке Института Лихайский университет организует проект для будущих лидеров бизнеса и промышленности «Глобальная деревня». В 2014 году «Глобальная деревня» собрала 89 участников из 42 стран.
В 2004 году Лихайский университет стал одним из шести вузов мира, получившим статус неправительственной организации департамента общественной информации ООН. Более 10 лет партнерство Лихая и ООН укрепляется совместными проектами. Ежегодно университет становится площадкой для приема высокопоставленных гостей, в том числе послов зарубежных стран, директоров организаций, сотрудников ООН и других. Более 10 лет Лихай снабжает ООН практикантами, представителями неправительственных организаций и профессиональными кадрами.

## Рейтинги и репутация
U.S. News & World Report  поставили Лихайский университет на 47-е место среди национальных университетов в 2016 году в списке «лучших колледжей» и 596 в 2016 году в рейтинге университетов мира. The Economist отдал 7 Лихайскому университету среди национальных университетов в 2015 году в его рейтинге непрофессиональных колледжей США ранжированных по доходам выпускников по сравнению с ожидаемым. Лихайсаий университет занимает 77 место в США по данным Forbes и 132—149 в ARWU рейтинге американских колледжей и университетов.
Entrepreneur Magazine и The Princeton Review назвали Лихай 24-м в списке предпринимательских колледжей в 2012 году.
The Wall Street Journal в июне 2010 года поставил Лихай на 12 место в национальном рейтинге окупаемости инвестиций (ROI) при сравнении среднего заработка выпускника по профессии к стоимости образования.
Лихай также появился в нескольких международных рейтингах университетов. Университет занимает 301—350 место в 2013—2014 годах по Мировому рейтингу университетов журнала Times Higher Education, 401—500 место в целом в 2012 году по данным издания Академического рейтинга университетов мира, и 551—600 в целом в 2013 году по данным QS World University Rankings.

## Признание
US News & World Report классифицируют Лихайский университет как «более избирательный». Для классов 2017 года (поступающих осенью 2013 г.), Лихай получил 12 589 заявок, принял 3843 (31 %), из них 1198 с зачислением. Около 50 % SAT оценок для обучающихся первокурсников составляло 620—720 баллов, решающие баллы 670—755 по математике, а результаты стандатризированного теста ACT в диапазоне 29—33. Из 30 % зачисленных первокурсников, 60 % были в топ-10 % их старших классов школы, и 88 % в топ-25 %.

## Учебный процесс
Средняя численность класса в Лихай составляет 27 студентов; 80 % классов менее 35 студентов. Соотношение бакалавриата к студенту факультета составляет 10:1. Лихайский университет предлагает к зачислению во все колледжи: колледж гуманитарных и естественных наук (англ. College of Arts and Sciences), педагогический колледж (англ. College of Education), бизнеса и экономики (англ. College of Business and Economics), образования и инженерных и прикладных наук имени П. К. Россина (англ. P. C. Rossin College of Engineering and Applied Science). Студенты могут проходить курсы по за пределами их соответствующих колледжей. Университет работает по системе семестров.

### Колледж образования и инженерных и прикладных наук имени П. К. Россина
Выпускники Лихайского технического колледжа изобрели эскалатор и основали Packard Motor Car Company, и компани, которые построили шлюзы и шлюзные ворота Панамского канала. Другие известные выпускники — Роджер Пенске, Ли Якокка. Тау Бета Пи, известное старейшее инженерное сообщество, основано в Лихайском университете.

### Колледж бизнеса и экономики
В 2012 году BusinessWeek поставила Лихайский Колледж бизнеса и экономики на 31 место среди общих студенческих бизнес-программ страны. Программа обучения финансам в Лихай является особенно сильной и занимает 7 место общей программы бакалавриата финансов в стране по версии BusinessWeek. Программа бухгалтерского учёта также сильна, занимает 21 место среди лучших программ бакалавриата в стране по версии BusinessWeek. Выпускники Специальности бухгалтерского учёта и финансов Лихай сильно вербуются представителями Большой четверки аудиторов и многих консультационных фирм. Кроме того, BusinessWeek ставит Лихай на 15 место неполного МВА в стране и третьими в регионе в 2011 году. Журналы Entrepreneur и The Princeton Review назвал Лихай одним из 24 лучших студенческих колледжей предпринимательства в 2012 году.

### Колледж гуманитарных и естественных наук
Базирующийся в Мэджинесс Холл (англ. Maginnes Hall), Лихай предлагает разнообразные гуманитарные курсы и программы изобразительного искусства. В частности, он имеет много программ музыкального образования, включая духовой оркестр и филармонию. В дополнение к наукам, особенно сильны журналистика и английский, имеющие длинную историю, восходящую к дням Ричарда Хардинга Дэвиса. Имеется специальный Гуманитарный центр, место множественной литература и других видов искусства, основанных, в том числе DWS (Drown Writers Series). В Лихай также имеется программа под названием ArtsLehigh, ориентированная на повышение интереса к искусству в университетском городке.

### Педагогический колледж
Педагогический колледж предлагает такие образовательные программы как консультационная психология, Управление образованием, Школьная психология, Специальная педагогика, «Образование, Обучение и Технологии» и «Сравнительное и международное образование» (см. Сравнительное образование). Более 6000 студентов получили одну из этих степеней с 2007 года, некоторые из них получили награды, такие как MetLife / NASSP National Middle Level Principal of the Year.

### Факультеты
С 2012 года в Лихайском университете 681 преподаватель, преподающие курсы студентам и выпускниками вузов, и 482 из которых работают постоянными полный рабочий день. 99 % должностей факультета имеют степень доктора или высшую степень в своей области. Около 68 % пребывают полный рабочий день на факультете. Преподаватель должен иметь как минимум четыре рабочих часа в неделю.

### Стратегический план
В 2009 году Лихайский университет представил исчерпывающий стратегический план, состоящий из 4 основных компонентов:
- Обращение к Великим задачам и национальным потребностям в стратегических направлениях работы[44];
- Инвестиции в преподавателей и сотрудников: стратегическое расширение[45];
- Предоставление лучшего в своем виде опыта: Содействие успеху учащихся благодаря внутренним полномочиям и студенческим обязательствам[46];
- Партнерство в эпоху Возрождения частного сообщества[47].

О прогрессе в вышеуказанных областях сообщалось в конце 2011—2012 учебного года. Кластер арендаторов Africana Studies и Smart Grid Electricity Systems утверждены в ходе первого этапа реализации Стратегического плана.

### Снижение повышенных рисков поведения студентов
Лихай присоединил лучшие школы по всей стране к инновационной программе, направленной на снижение высокого риска поведения, связанного с алкоголизмом. Лихайский университет создал альтернативные программы, которые предлагают студентам больше социальных и развлекательных вариантов проведения четверга, пятницы и вечера субботы. Новая программа Лихайского университета «Лихай после темноты» (англ. Lehigh After Dark) началась осенью 2012 года.

## «Организации греческих букв»
Почти все братства и женские клубы в Лихайском университете имеют свои дома, находящиеся в собственности университета; большинство братств и женских клубов расположены на «Горе» (англ. Hill) вдоль Верхний и Нижний дорог Сейр Парка. Приблизительно 34 % студентов являются членами студенческого мужского или женского сообщества. Во нового обучения новых участников, членство в греческих сообществах увеличивается почти на 45 %. В настоящее время существует 17 братств, 16 из которых расположены на территории кампуса и 9 женских клубов, все расположенные на территории кампуса.
В дополнение к 26 социальным братствам и женским клубам, есть также ряд мультикультурных, профессиональных и почётных братств и женских клубов на территории кампуса. Самым известным является Тау Бета Пи как инженерное почётное общество, поскольку оно было основана в Лихай.

## Дух и традиции
Лихайский университет имеет множество традиций: цвета колледжа Лихай, коричневый и белый, восходят к 1874 году, а школьная газета с одноимённым названием впервые опубликована в 1894 году.
После смерти Асы Пакера в мае 1879 года, университет организовал «День Основателя», который проходит в октябре, в честь памяти и признания тех, кто внёс свой вклад в успех университета. Событие остается ежегодной традицией.
Первокурсники традиционно вводятся в университет на собрании в Центре искусств Зёллнера и приветствуются на съезде первокурсников-выпускников, где им передают флаг класса, данный им классом пятьдесят лет назад.
До 1970-х годов первокурсники носили небольшие коричневые шляпы с их номерами классов «Dinks» с начала осеннего семестра до футбольного матча Lafayette. Неделя, предшествующая большой игре, полна торжеств для объединения студентов и подкрепления духа университета. В одном из этих событий «Парад пижам», первокурсников ведут через Пенсильванский платный мост в их пижамах и они поют «Мы не платим дань сегодня ночью» («англ. We Pay No Tolls Tonight») у общежий Моравского Колледжа, где они будут петь серенаду женщинам.

## В астрономии
В честь Лихайского университета назван астероид (691) Лихай, открытый в 1909 году американским астрономом Джоэлом Меткалфом в Тонтонской обсерватории. В университете Джозеф Б. Рейнолдс, пользуясь указаниями Меткалфа, рассчитывал траекторию движения астероида.